# Großsteingräber bei Tryppehna
Die Großsteingräber bei Tryppehna waren vermutlich drei megalithische jungsteinzeitliche Grabanlagen bei Tryppehna, einem Ortsteil von Möckern im Landkreis Jerichower Land, Sachsen-Anhalt. Alle wurden wohl im 18. oder 19. Jahrhundert zerstört.

## Lage
Die Gräber 1 und 2 lagen außerhalb von Tryppehna an der alten Heerstraße in Richtung Ziepel und erstreckten sich bis zur Windmühle. Grab 3 lag auf dem Feld zwischen der Heerstraße und dem Weg nach Wörmlitz.

## Forschungsgeschichte
Erstmals dokumentiert wurden die Anlagen von Joachim Gottwalt Abel, zwischen 1755 und 1806 Pastor in Möckern. Dieser hinterließ hierüber nur handschriftliche Aufzeichnungen, die 1928 durch Ernst Herms publiziert wurden. Die Gräber selbst waren bei Herms’ Untersuchungen aber bereits vollständig abgetragen.

## Beschreibung

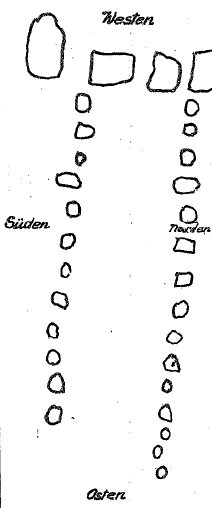
Grundriss von Grab 3 nach Herms

### Grab 1
Grab 1 war das größte Großsteingrab im Jerichower Land. Es besaß eine nord-südlich orientierte steinerne Umfassung mit einer Länge von 130 Schritt (etwa 97,5 m) und einer Breite zwischen 10 und 12 Schritt (zwischen 7,5 und 9 m). Sie bestand bei Abels Aufnahme noch aus 130 Steinen von teil enormer Größe. Einige der umgefallenen hatten eine Länge von 8 Fuß (etwa 2,5 m) und eine Breite von 6 Fuß (etwa 1,9 m). Die in situ stehenden Steine ragten bis zu 6 Fuß aus der Erde und waren ebenso breit. Im Südteil des Hünenbetts befand sich die Grabkammer, die nach Abels Angaben aus 74 Steinen bestand. Hinzu kam noch ein einzelner, ins Innere der Kammer versunkener Deckstein. Die Kammer hatte eine Länge von 12 Schritt (etwa 9 m) und eine Breite von 3 Schritt (etwa 2,25 m). Auf den Grabtyp lässt sich aufgrund dieser Angaben nicht eindeutig schließen. Herms vermutete ein Ganggrab, Hans-Jürgen Beier hingegen lässt den Typ offen.

### Grab 2
Die Angaben zu Grab 2 sind etwas obskur. In Zusammenhang mit Grab 1 schrieb Abel: „Und sind von dem anderen Ende nach Mitternacht bei der Windmühle die Steine so gesetzet, daß sie gleichfalls das Ansehen einer Grabstelle haben.“ Es scheint sich hierbei also um eine zweite, nicht näher bestimmbare Grabkammer am Nordende von Grab 1 gehandelt zu haben, die entweder innerhalb oder unmittelbar außerhalb der Umfassung lag.

### Grab 3
Grab 3 besaß ein ost-westlich orientiertes Hünenbett, dass bei Abels Aufnahme schon stärkere Schäden aufwies. Die nördliche Langseite der Umfassung wies noch 15 Steine auf, die südliche 12. Die östliche Schmalseite besaß bereits keine Steine mehr, an der westlichen befanden sich hingegen vier, wobei die beiden äußeren über die Steinreihen der Langseiten hinausragen. Der umgekippte südwestliche Eckstein hatte eine Länge von 9 Fuß (etwa 2,8 m) und eine Breite von 5 Fuß (etwa 1,6 m), der ebenfalls umgekippte nordwestliche Eckstein hatte eine Länge von 9 Fuß und eine Breite von 3,5 Fuß (etwa 1,1 m). Da Abel keine Grabkammer erwähnte, dürfte das Grab als kammerloses Hünenbett anzusprechen sein.